# كريستوفر ميلن
كريستوفر ميلن (بالإنجليزية: Christopher Milne)‏ هو كاتب للأطفال وكاتب وممثل أسترالي، ولد في 24 مايو 1950 في أستراليا.

## وصلات خارجية
- الموقع الرسمي
- كريستوفر ميلن على موقع IMDb (الإنجليزية)
- كريستوفر ميلن على موقع قاعدة بيانات الفيلم (الإنجليزية)